# Morgan (Utah)
Morgan és una població dels Estats Units a l'estat de Utah. Segons el cens del 2000 tenia 2.635 habitants.

## Demografia
Segons el cens del 2000, Morgan tenia 2.635 habitants, 789 habitatges, i 665 famílies. La densitat de població era de 317,9 habitants per km².
Dels 789 habitatges en un 49,9% hi vivien nens de menys de 18 anys, en un 75,2% hi vivien parelles casades, en un 7,1% dones solteres, i en un 15,6% no eren unitats familiars. En el 15% dels habitatges hi vivien persones soles el 8,9% de les quals corresponia a persones de 65 anys o més que vivien soles. El nombre mitjà de persones vivint en cada habitatge era de 3,34 i el nombre mitjà de persones que vivien en cada família era de 3,74.
Per edats la població es repartia de la següent manera: un 37,2% tenia menys de 18 anys, un 10,1% entre 18 i 24, un 25,1% entre 25 i 44, un 16,8% de 45 a 60 i un 10,7% 65 anys o més.
L'edat mediana era de 27 anys. Per cada 100 dones de 18 o més anys hi havia 93 homes.
La renda mediana per habitatge era de 47.716 $ i la renda mediana per família de 53.125 $. Els homes tenien una renda mediana de 42.143 $ mentre que les dones 23.011 $. La renda per capita de la població era de 16.260 $. Entorn del 2% de les famílies i el 3,4% de la població estaven per davall del llindar de pobresa.

## Poblacions més properes
El següent diagrama mostra les poblacions més properes.